# Mravenečník dvouprstý
Mravenečník dvouprstý (Cyclopes didactylus), někdy též mravenečník malý, je drobný druh mravenečníka z čeledi mravenečníkovití dvouprstí (Cyclopedidae). Patří do rodu Cyclopes, který byl považován za monotypický, avšak studie z roku 2017 jej doporučila rozdělit na sedm druhů. Vyskytuje se tropických deštných lesích, galeriových lesích a mangrovových porostech Střední a Jižní Ameriky v oblasti od Mexika po Brazílii a Bolívii. Lze ho najít i v druhotných lesích a vyskytuje se až do nadmořské výšky 1 500 m n. m.
Mravenečník dvouprstý měří jen výjimečně více než 35 cm, což z něj dělá nejmenší druh mravenečníka. Hmotnost činí 175 až 357 gramů. Srst je žlutá, s černým pruhem uprostřed zad. Ocas je na konci olysalý a mravenečníkovi pomáhá pohybovat se ve stromovém patře. Vzhledem k tomu, že toto zvíře žije skrytým životem, o jeho chování toho není mnoho známo. Je aktivní v noci a téměř neslézá ze stromů. Jeho končetiny mu umožňují uchopit i větve tenké jako tužka. Většinu dne tráví sháněním potravy, kterou tvoří výhradně mravenci, převážně rody Crematogaster, Solenopsis, Pseudomyrmex, Camponotus a Zacryptocerus. Jeden mravenečník jich může denně zkonzumovat až 8 000, ale čísla se mohou i výrazně lišit podle pohlaví a věku zvířete. Hnízda mravenců rozervou mravenečníci svými silnými drápy a hmyz poté loví na lepivý jazyk. Drápy také mohou sloužit jako zbraň proti nepřátelům, při obraně se mravenečník nejčastěji postaví na zadní, pomocí ocasu udržuje rovnováhu a předními končetinami útočí.
Mravenečník dvouprstý je samotářem, samci si nárokují území o velikosti 11 ha a samice asi 2,8 ha. Území samce se protíná s teritorii několika samic. Mezi zářím a říjnem se samici narodí jedno mládě.
I přes hrozby ze stran ztráty biotopů je podle IUCN tento druh málo dotčený. Někdy je také odchytáván do zajetí, ale chovanci obyčejně žijí pouze krátce.